# Quadrant Cycle

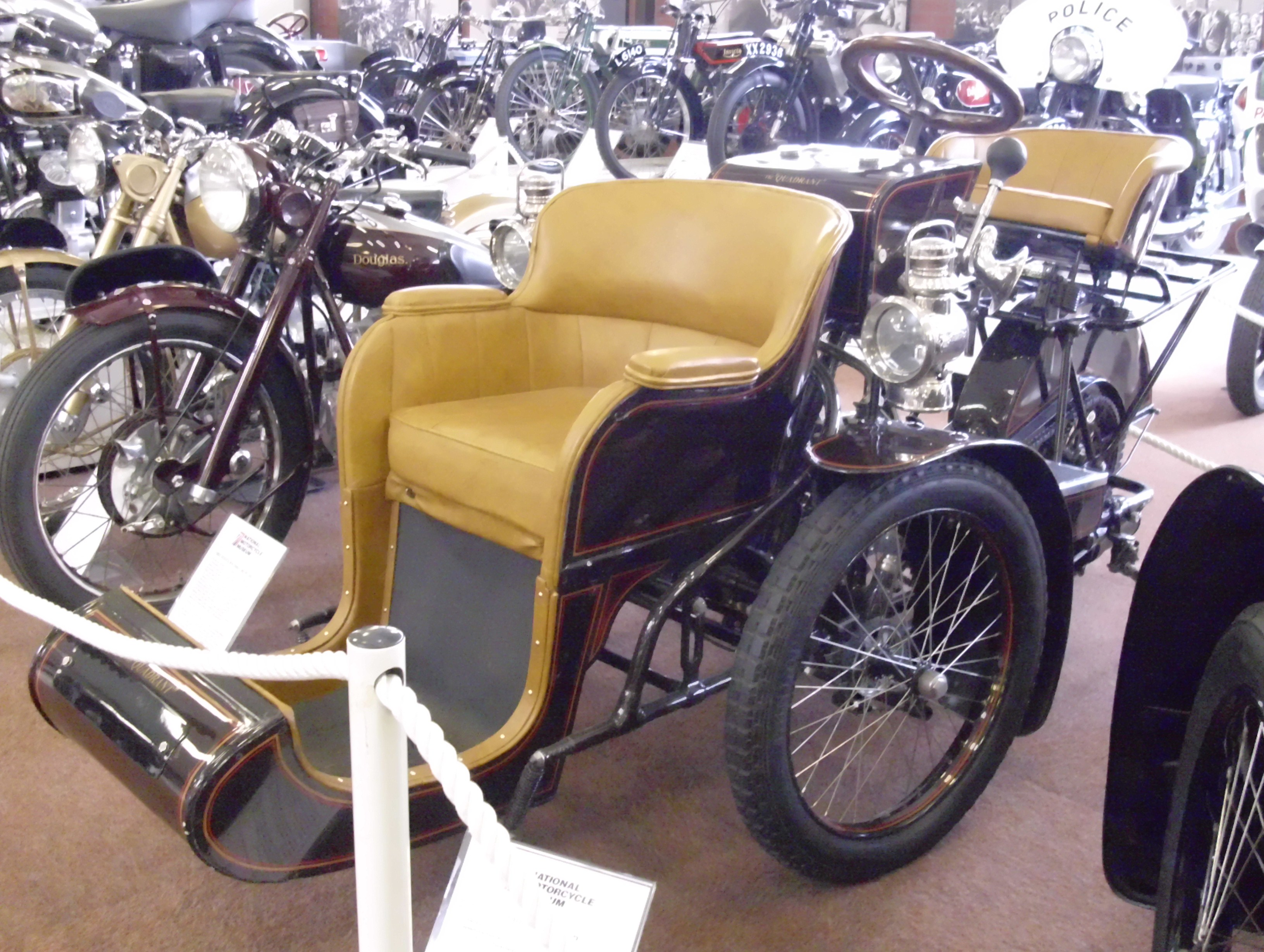
Quadrant Tricar 1904

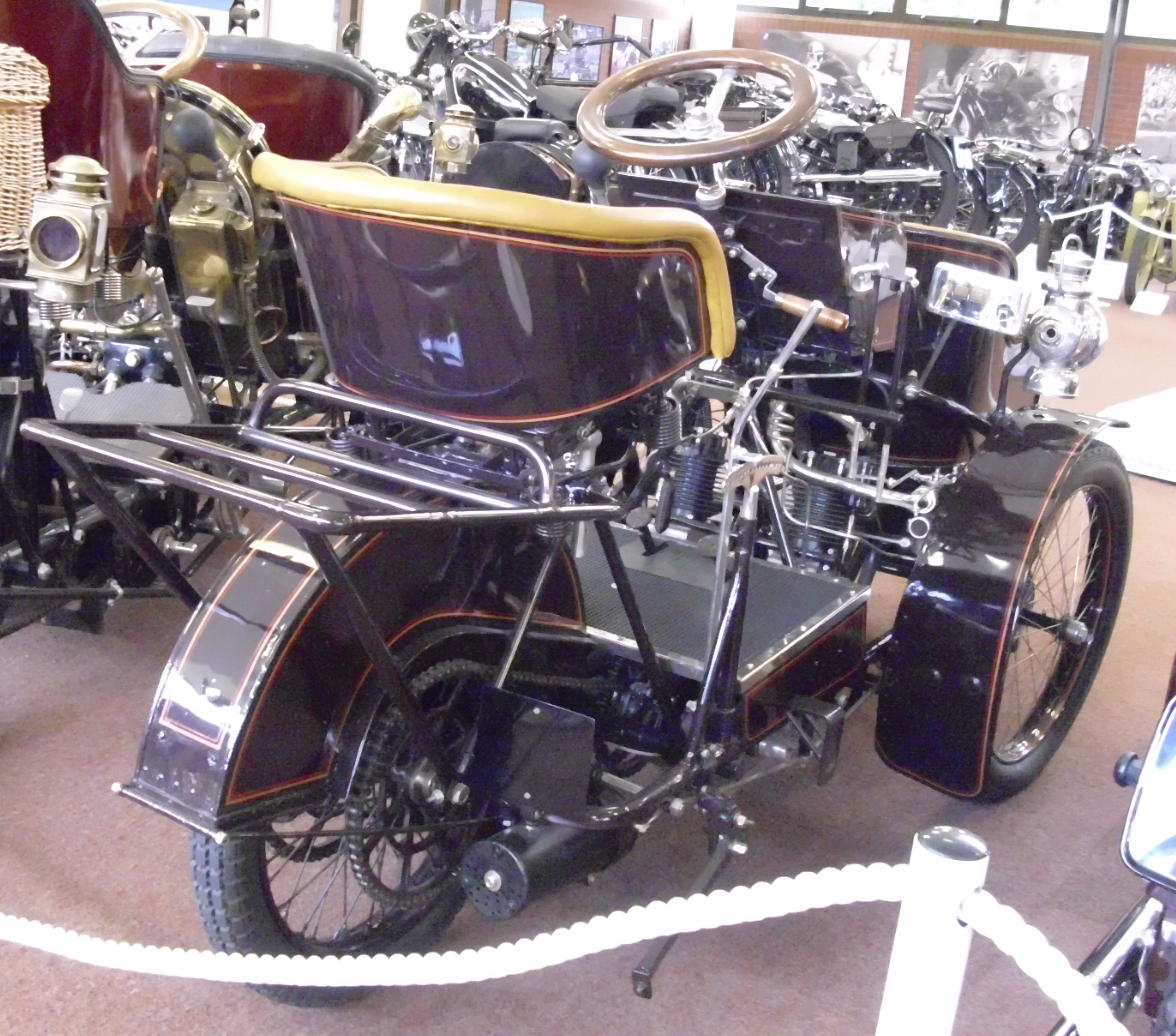
Heckansicht

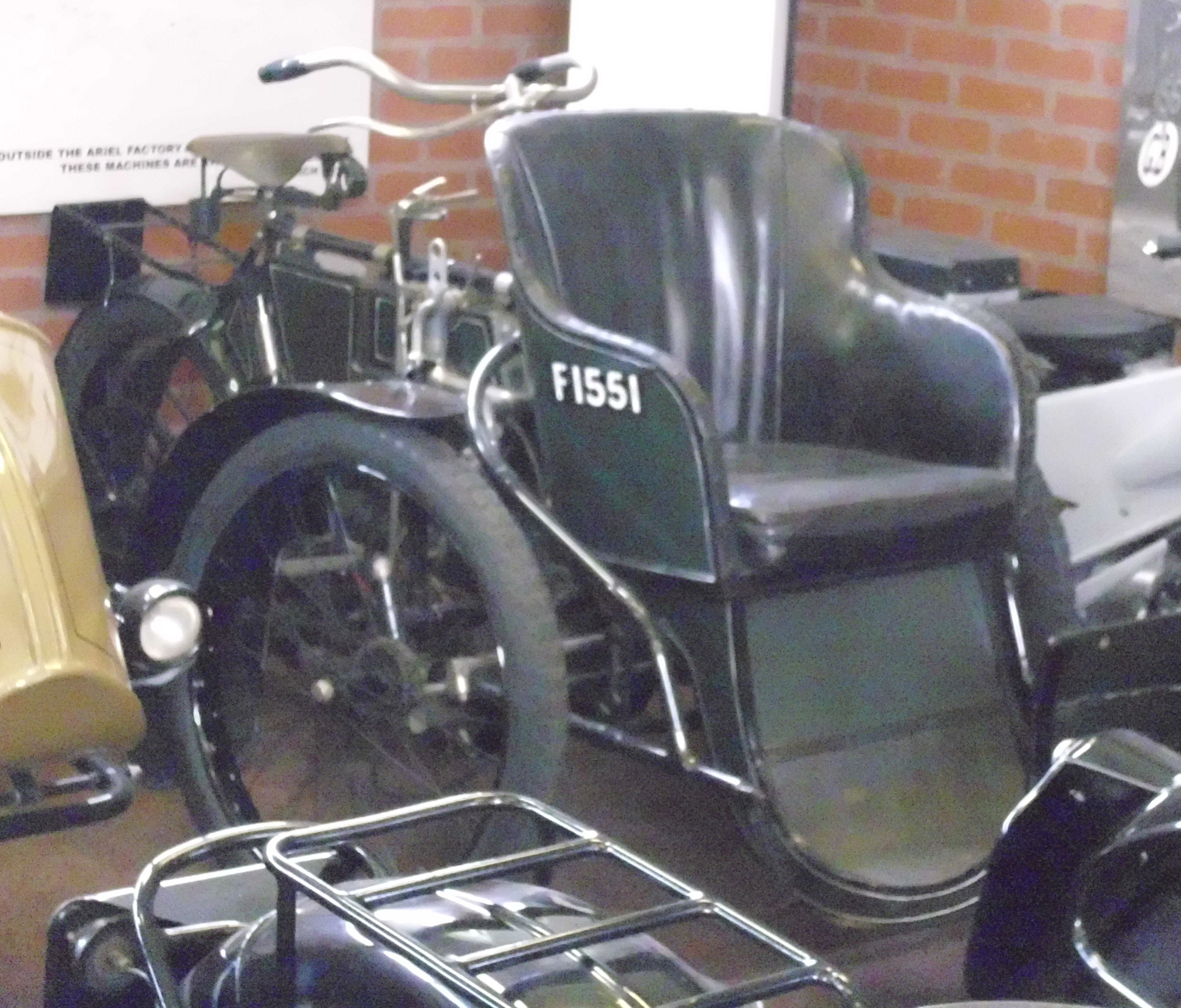
Quadrant Tricar

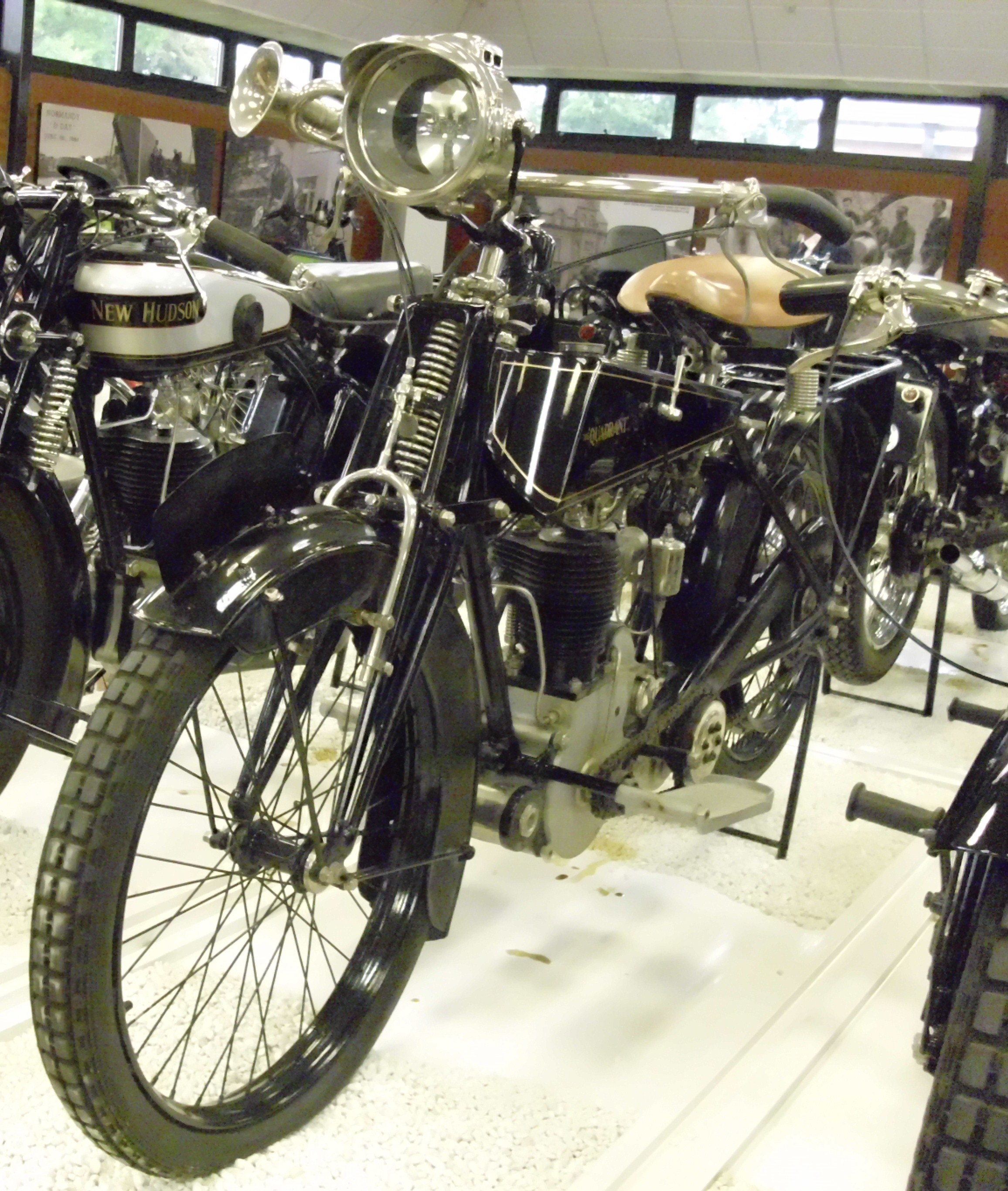
Quadrant Motorrad von 1914

Die Quadrant Cycle Co. Ltd. waren ein britischer Fahrrad-, Motorrad- und Automobilhersteller aus der Sheepcote Street in Birmingham. Ab 1900 entstanden motorisierte Zwei- und Dreiräder. Zwischen 1906 und 1908 wurden Mittelklassefahrzeuge gebaut. Erst 1929 endete die Motorradproduktion.

## Fahrzeugproduktion
Die Fahrradproduktion im 19. Jahrhundert hatte sich auf ein dreirädriges Fortbewegungsmittel konzentriert, weswegen die Firma in dieser Zeit unter dem Namen Quadrant Tricycle auftrat.

### Automobile
Das kleinere der beiden Automodelle, die 1906 herauskamen, war der Quadrant 14/16 hp. Sein Vierzylinder-Reihenmotor mit 1,8 l Hubraum war vorne eingebaut und trieb die Hinterräder an. Der 3962 mm lange und 1753 mm breite Wagen besaß einen Radstand von 2438 mm und eine Spurweite von 1320 mm.
Der größere Quadrant 20/22 hp hatte einen Radstand von 2743 mm und war mit einem Vierzylindermotor mit 3,7 l Hubraum ausgestattet. Beide Motoren kamen von White & Poppe.
Während das größere Modell bereits 1907 wieder eingestellt wurde, gab es das kleinere noch bis 1908. Dann konzentrierte sich die Firma wieder auf ihr Kerngeschäft – Fahrräder.
| Modell   | Bauzeitraum | Zylinder | Hubraum  | Radstand |
| -------- | ----------- | -------- | -------- | -------- |
| 14/16 hp | 1906–1908   | 4 Reihe  | 1810 cm³ | 2438 mm  |
| 20/22 hp | 1906–1907   | 4 Reihe  | 3686 cm³ | 2743 mm  |

### Motorräder
Im September 1904 nahm Thomas Silver mit einer Einzylinder-Quadrant 3 HP für das englische Team am Prix de Motoclub du France in Dourdan mit der Startnummer 11 teil, erreichte jedoch nicht das Ziel.
Ende 1904 wurde die "Carette" 5.5 HP vorgestellt, ein Tri-Car mit zwei separaten luftgekühlten Motoren (Gesamtleistung 5,5 PS). Ketten trieben das Hinterrad an, zudem hatte die Carette ein Lenkrad.

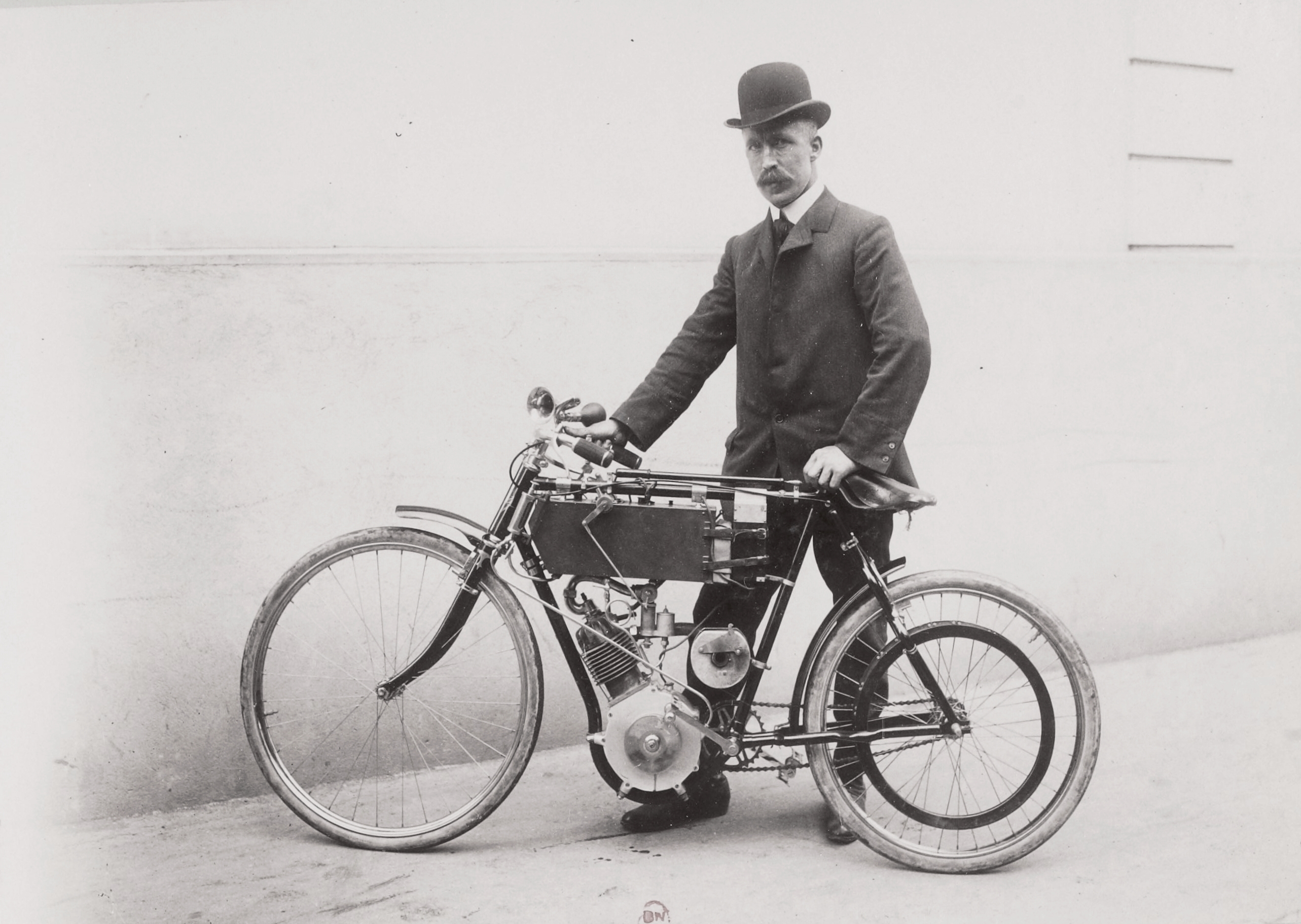
Th. Silver on 3 HP Quadrant (1904 Prix de MCF)
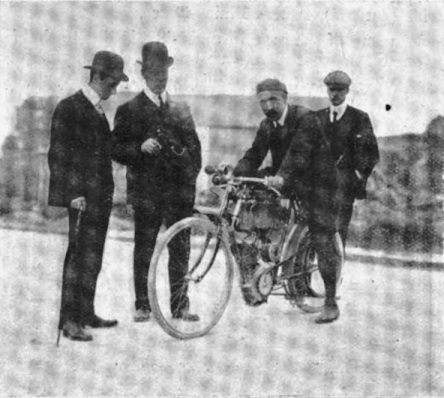
Th. Silver on 3 HP Quadrant (1904 Prix de MCF)
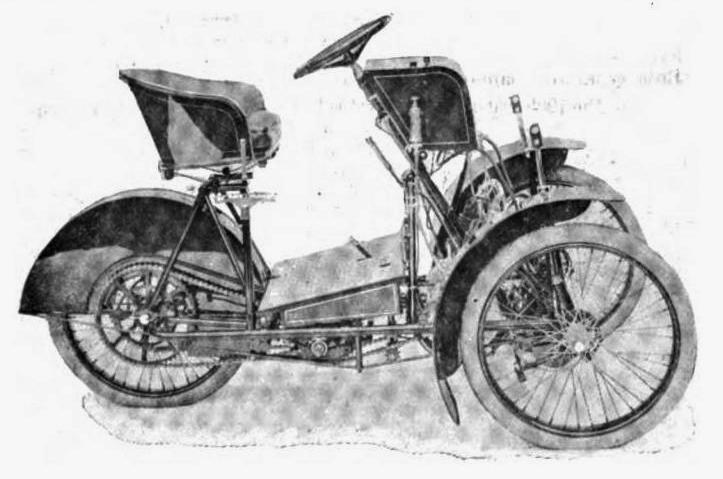
Quadrant Carette 5.5 HP (1904)